# Rekowo Górne
Rekowo Górne (kaszb. Rekòwò) – osada kaszubska w Polsce położona w województwie pomorskim, w powiecie puckim, w gminie Puck na wschodnim krańcu Puszczy Darżlubskiej w pobliżu drogi wojewódzkiej nr. 216.
Rekowo Dolne do niedawna także sołectwo gminy Puck zostało włączone w obszar miejski miasta Redy jako jej północna dzielnica.

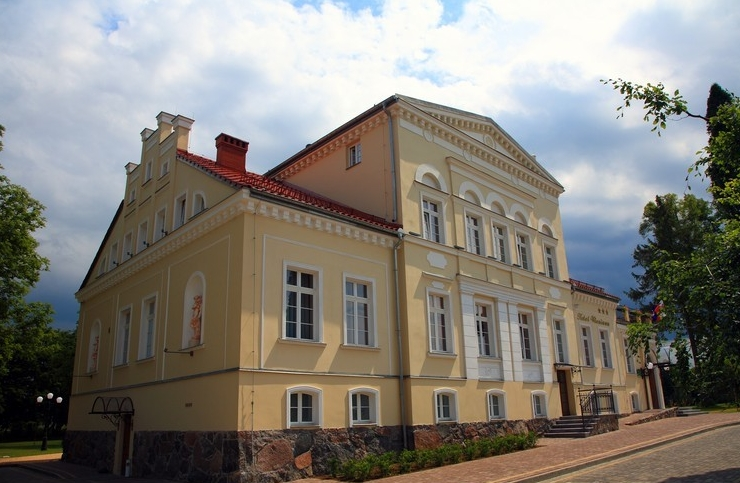
Rekowo Górne

W latach 1975–1998 miejscowość administracyjnie należała do województwa gdańskiego.
Od 1970 roku w Rekowie mieści się Radiokomunikacyjne Centrum Odbiorcze Gdynia/Rekowo. Do końca 2003 obiekt był wykorzystywany do łączności morskiej i wraz ze stacją nadawczą w Gdyni Oksywiu wchodził w skład stacji brzegowej "Gdynia-Radio". Po zamknięciu stacji większość masztów zdemontowano, pozostawiono jeden, na którym swoją antenę nadawczą miało Radio Kaszëbë. Maszt zawalił się 2 stycznia 2015 r. w wyniku silnych podmuchów wiatru.

W miejscowości znajdują się również dawne budynki Warzywniczego Zakładu Doświadczalnego, które są w trakcie renowacji.

## Zabytki
Pałac z końca XIX w. wybudowany w stylu willi włoskiej. Piętrowy obiekt kryty dachem dwuspadowym, szczytem zwrócony do frontu. Po bokach parterowe skrzydła również kryte dachem dwuspadowym. Po prawej stronie dobudówka z głównym wejściem, tarasem na dachu po obu stronach trzypiętrowej czworobocznej wieży. Od ogrodu taras z pełną balustradą na wysokości wysokiego parteru do którego prowadzą schody. Obecnie hotel.

## Atrakcje
- Coroczne zawody konne "Skokomania"

## Komunikacja
W Rekowie znajdują się 4 przystanki autobusowe:
1) Rekowo-Widlino (kierunek Władysławowo oraz Gdynia)
2) Rekowo Górne skrzyżowanie (kierunek Władysławowo oraz Gdynia)
Odjeżdża z nich autobus Pomorskiej Komunikacji w Wejherowie linii 650
oraz mikrobusy prywatnych przewoźników.
Autobusy Pomorskiej Komunikacji kursują z częstotliwością godzinną, natomiast po zsumowaniu wszystkich kursów autobusów oraz mikrobusów, połączenia z Gdynią, Redą lub Puckiem występują w takcie półgodzinnym.